# 불의 딸
"불의 딸"은 1983년에 개봉한 대한민국의 영화이다.

## 캐스팅
- 박근형
- 방희
- 김희라
- 윤양하
- 최동준
- 윤영애
- 이경빈
- 김운하
- 김화영
- 주상호
- 이석구
- 유명순
- 남수정
- 오영화
- 성명순
- 이금희
- 홍동은
- 최향미
- 이정애
- 김신명
- 권일하
- 손전
- 오도규
- 이상열
- 오철호
- 강승우
- 전무송 (특별출연)
- 양택조 (특별출연)